# Cynaeda plebejalis
Cynaeda plebejalis is een vlinder uit de familie van de grasmotten (Crambidae). De wetenschappelijke naam van deze soort is voor het eerst voorgesteld als Noctuelia plebejalis door Hugo Theodor Christoph in een publicatie uit 1882.
De soort komt voor in Azerbeidzjan.